# 세키정
세키정(関町)은 미에현 스즈카군에 설치되었던 정이다. 2005년 11월 1일에 가메야마시와 합병해, 새로운 가메야마시가 되었기 때문에 폐지되었다.
야마토 가도·이세베쓰 가도로 분기하는 역참 마을로서 번창했다.

## 역사
- 1889년 4월 1일 - 정촌제 시행으로 1정 4촌의 구역으로 세키정이 성립하였다.
- 1955년 2월 1일- 간베촌, 시라카와촌의 일부를 편입하였다.
- 1955년 5월 - 세키 정장에 이토 히데사쿠가 취임하였다.
- 1955년 7월 - 세키 보육원이 완공되었다.
- 1955년 4월 17일 - 사카노시타촌, 가부토촌과 합병해 새로운 세키정이 성립하였다.
- 1957년 10월 - 세키 정장에 이토 시게루가 취임하였다.
- 2005년 1월 11일 - 가메야마시와 합병해, 새로운 가메야마시가 성립하였다. 동일 세키정은 폐지되었다.

## 교통

### 철도
- 서일본 여객철도
  - 간사이 본선

### 도로
- 히가시메이한 자동차도(일본어판)
- 이세 자동차도(일본어판)
- 국도 1호선
- 국도 25호선